# Carl Barks
Carl Barks (27. března 1901 Merrill – 25. srpna 2000 Grants Pass) byl americký kreslíř a komiksový scenárista. Nejvíce se proslavil svou prací na Disneyho komiksech, jako scenárista a výtvarník prvních příběhů o Kačeru Donaldovi a jako tvůrce postavy Strýčka Skrblíka (1947). Vytvořil též koncept fiktivního kačeřího městečka Duckburgu a většinu jeho obyvatel. Až do konce své kariéry pracoval anonymně; fanoušci mu přezdívali The Duck Man nebo The Good Duck Artist. V roce 1987 se stal jedním ze prvních tří členů Komiksové síně slávy Willa Eisnera. Will Eisner ho nazval „Hansem Christianem Andersenem komiksu“. Od 80. let 20. století byl Barksův přínos primárním zdrojem pro animované adaptace, jako jsou Kačeří příběhy.

## Život
Narodil se na farmě v Oregonu. Nejbližší škola byla asi tři kilometry daleko a chodilo do ní jen osm žáků. Prožil tedy dosti osamělé dětství. Navíc měl jen jednoho bratra, se kterým si moc nerozuměl. Trávil tedy volný čas kreslením. Vzorem mu byly novinové komiksy zejména z pera Winsora McCaye a Fredericka Burra Oppera. V roce 1911 se rodina přestěhovala do Kalifornie, ale farmaření zde nešlo tak, jak si Carlův otec představoval, což vedlo k finančním potížím rodiny a otcovu psychickému zhroucení. V roce 1916 zemřela Carlova matka a ve stejném roce Carl téměř ohluchl, kvůli čemuž přestal chodit do školy. Střídal pak různá zaměstnání, živil se jako dřevorubec, soustružník, jezdec na mule, kovboj nebo tiskař. Vypozoroval tehdy, že chudí lidé, mezi nimiž se pohyboval, používali humor i ve velmi těžkých životních situacích, takříkajíc „aby se nezbláznili“. Osvojil si podobný sarkasmus, který se později promítl i do jeho komiksů.
V prosinci 1918 opustil dům svého otce a pokusil se najít práci v San Franciscu. Pracoval v malém nakladatelství a pokoušel se prodávat své kresby do novin, ale s malým úspěchem. Z nakladatelství musel nakonec odejít a vrátil se na farmu, ale nepřestával rozesílat své kresby, kam to šlo. Zlom přišel, když mu dal šanci časopis Calgary Eye-Opener se sídlem v Minneapolisu, kam se brzy přestěhoval i Barks. Časopis se zaměřoval na karikatury, nezřídka pikantní. Nakonec Barksovi bylo nabídnuto kreslit většinu obsahu tohoto magazínu.
V listopadu 1935 se přihlásil do konkurzu studia Walta Disneyho. Byl jedním ze dvou stážistů, kteří byli tehdy přijati. Odstěhoval se do Los Angeles, kde studio sídlilo. V Disney Studios začal na plný úvazek pracovat v roce 1935, více než rok po premiéře prvního filmu s Kačerem Donaldem (9. června 1934). Zpočátku vypomáhal s animací, ale projevil takový talent pro vytváření komických situací, že byl v roce 1937 převelen do scenáristického oddělení. Podílel se pak na scénářích řady filmů s Kačerem Donaldem jako byly Donald's Nephews (1938), Donald's Cousin Gus (1939), Mr. Duck Steps Out (1940), Timber (1941), The Vanishing Private (1942) a The Plastics Inventor (1944).
Během války prvně přičichl i ke komiksu, když připravil jeden z prvních Disneyho komiksových příběhů Pluto Saves the Ship (1942) a poté i historicky první komiks s Kačerem Donaldem Donald Duck Finds Pirate Gold (1942). Nešťastný z nových válečných pracovních podmínek u Disneyho a trápený přetrvávajícími problémy s dutinami způsobenými klimatizací studia, však Barks v roce 1942 od Disneyho odešel. Přestěhoval se do polopouštní oblasti Inland Empire východně od Los Angeles, kde chtěl založit kuřecí farmu.
Protože se mu však v zemědělství příliš nedařilo, požádal o kreslířskou práci ve vydavatelství Western Publishing, které tehdy vydávalo i Disneyho komiksy (tehdy si je Disney nevydával sám, i později komiksová divize ve studiu skomírala a licence na komiksy byla přepouštěna různým externím subjektům). Vydavatelství ho najalo pro vytváření příběhů pro Walt Disney's Comics and Stories. Tím se oklikou vrátil do světa Disneyho postaviček. V následujících třiceti letech pro toto vydavatelství vytvořil 500 příběhů, od stripů až po rozsáhlejší, obvykle dobrodružné příběhy, kterými proslul nejvíce, a které mu umožnily oddat se své zálibě v propracovaných pozadích. Dlouho zůstávala Barksova identita pro jeho čtenáře záhadou, příběhy nesly pouze značku Walt Disney. Ale roku 1960 bylo jméno skutečného autora zveřejněno komiksovými fanoušky v jednom z fanzinů.
Carl Barks odešel do důchodu v roce 1966, ale dál pracoval. Od roku 1970 do roku 1974 byl hlavním scenáristou disneyovského komiksu Junior Woodchucks (čísla 6 až 25). Tam uplatnil některá environmentalistická témata. Jeden z fanoušků ho požádal, zda by mu vytvořil větší olejomalbu s kačeřím motivem. V červenci 1971 byla Barksovi udělena bezplatná licence od Disneyho společnosti, která mu dovolovala přivydělávat si tvorbou a prodejem takových obrazů, které jsou dnes sběrateli a fanoušky popkultury velmi ceněny. Zájem o tyto obrazy byl tak ohromný, že musel v roce 1974 přestat přijímat zakázky.
V 70. a 80. letech se stal hvězdou komiksových konferencí, kde se také za velké částky dražily jeho obrazy. V roce 1983 se vrátil do rodného Oregonu. V tom roce také vydavatelství Another Rainbow vydalo jakési Barksovy „sebrané spisy“, všechny jeho kačeří příběhy pod názvem Carl Barks Library. Vyšly ve 30 svazcích. Tento monumentální projekt byl dokončen v polovině roku 1990.
V roce 1994 absolvoval turné po jedenácti evropských zemích, přičemž šlo o jeho vůbec první cestu mimo Spojené státy v životě (navzdory tomu, že proslul exotickými scenériemi svých dobrodružných komiksů). Rakouský umělec Gottfried Helnwein byl kurátorem a organizátorem první samostatné Barksovy výstavy. V letech 1994 až 1998 byla retrospektiva uvedena v deseti evropských muzeích a galeriích a vidělo ji více než 400 000 návštěvníků. To se však již přestalo líbit společnosti Disney, která měla dojem, že se Barks přiživuje na jejím duševním vlastnictví. V roce 1997 napětí vyústilo v soudní spor, který byl urovnán dohodou, po níž už Barks sám nikdy své dílo nepropagoval.
V červenci 1999 mu byla diagnostikována chronická lymfocytární leukémie. Chemoterapie mu nedělala dobře, a tak se v červnu 2000 rozhodl přestat užívat veškeré léky. 25. srpna 2000, krátce po půlnoci, zemřel ve spánku ve věku 99 let.
Barksovy příběhy o Kačeru Donaldovi obsadily sedmé místo na seznamu 100 nejlepších komiksů v The Comics Journal, jeho příběhy o Strýčkovi Skrblíkovi obsadily 20. místo. Steven Spielberg a George Lucas přiznali, že slavná scéna s valícím se balvanem ve filmu Dobyvatelé ztracené archy byla inspirována komiksem Carla Barkse z roku 1954 nazvaném The Seven Cities of Cibola.